# Rue de Conflans
Pour les articles homonymes, voir Conflans.
La rue de Conflans est une voie de Charenton-le-Pont, en France.

## Situation et accès

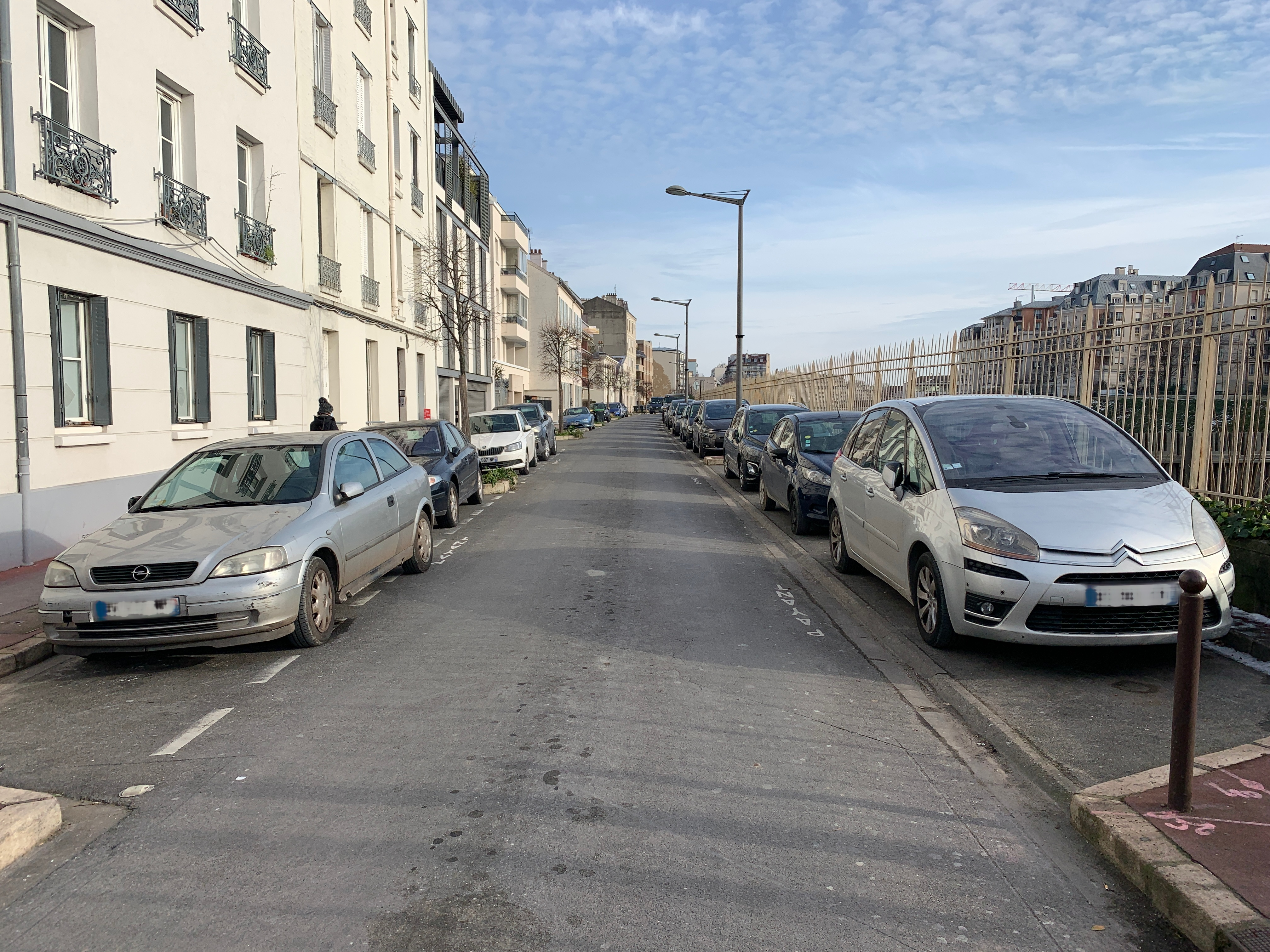
Le long de la ligne PLM en 2021.

Elle relie le no 6 avenue de la Liberté dans le prolongement de la rue Marius-Delcher au no 79 rue de Paris et longe la voie ferrée de la ligne Paris-Lyon-Marseille dans sa partie ouest, de l’avenue de la Liberté au square de Conflans près de la synagogue, à l'angle de la rue des Bordeaux. À l'est de ce square, la voie ferrée et la rue divergent. Sur ce tronçon qui rencontre notamment la rue Victor-Hugo, la rue est bordée d'immeubles également du côté des numéros impairs. Elle se termine enfin dans l'axe de la rue de la République.
Elle est desservie par les stations de métro Liberté et Charenton-Écoles de la ligne 8.

## Origine du nom
La voie doit son nom à l’ancien village de Conflans, actuellement quartier de Charenton situé à l'embouchure de la Marne, le mot Conflans provenant de confluent

## Historique
Le tracé de la rue correspond à celui de l’ancien chemin de Paris à Charenton (dans le prolongement de la rue de Charenton à Paris) avant son déplacement au nord en 1690 sur le parcours de l’actuelle rue de Paris faisant suite à la demande du propriétaire du château de Bercy.
Elle était en limite du domaine de ce château au nord et bordait le village ou quartier de Conflans, au sud, dont elle a été séparée en 1847 par la voie ferrée qui a traversé le cimetière communal à l'emplacement de l'actuel square de Conflans. Ce cimetière établi en 1825 en remplacement du cimetière primitif au bord de la première église de Charenton située à côté de l’ancien château de Conflans a été déplacé au nord de la rue de Paris (actuellement cimetière ancien dans le bois de Vincennes). Par délibération du 19 février 1872, on en garda toutefois une bande de terre où furent entretenues les tombes des Anglais. Désaffecté en 1985, ce terrain forme aujourd'hui le square de Conflans.
Les terrains du domaine du château de Bercy au nord de la rue qui faisaient partie de l'ensemble acquis en 1861 par une société immobilière pour l’établissement de magasins généraux de vins au sud de l'ancienne gare de marchandises, ont été lotis et construits au cours des décennies suivantes.

## Bâtiments remarquables
- Square de Conflans.
- Synagogue de Charenton.
- Immeuble du no 21 recensé à l'Inventaire général du patrimoine culturel[4].